# جون رايت (لاعب كريكت)
جون رايت (5 يوليو 1954 في نيوزيلندا - ) (بالإنجليزية: John Wright)‏ هو لاعب كريكت نيوزلندي. شارك مع منتخب نيوزيلندا الوطني للكريكت. أما مع النوادي، فقد لعب مع Northern Districts men's cricket team ‏ ونادي مقاطعة ديربيشاير للكريكت ‏ وفريق أوكلاند للكريكت ‏ وفريق كانتربري للكريكت ‏.

## وصلات خارجية
- جون رايت على موقع إي آس بي آن كريك إنفو (الإنجليزية)